# إدوين بي. ديل
إدوين بي. ديل هو سياسي أمريكي، ولد في 19 أبريل 1859، وتوفي في 10 ديسمبر 1945. نشط حزبياً في الحزب الديمقراطي.